# Mormântul muzicologului Eduard Caudella
Mormântul muzicologului Eduard Caudella este un monument istoric aflat pe teritoriul municipiului Iași.